# Karel Kraus (fotbalista)
Karel Kraus (22. listopadu 1907 Kladno – 27. listopadu 1968 Kladno) byl český fotbalista, záložník. Po skončení aktivní kariéry trénoval v lize SK Kladno (1938/1939, 1948, 1949).

## Fotbalová kariéra
V československé lizehrál za SK Kladno (1925-1935). Nastoupil ve 140 ligových utkáních a dal 18 gólů. Ve Středoevropském poháru nastoupil ke 4 utkáním.

## Ligová bilance
| Ročník                                       | Zápasy | Góly | Klub      |
| -------------------------------------------- | ------ | ---- | --------- |
| Středočeská 1. liga 1925/26                  | 20     | 9    | SK Kladno |
| Kvalifikační soutěž Středočeské 1. ligy 1927 | -      | -    | SK Kladno |
| Středočeská 1. liga 1927/28                  | -      | 5    | SK Kladno |
| Středočeská 1. liga 1928/29                  | -      | 0    | SK Kladno |
| 1. asociační liga 1929/30                    | -      | 2    | SK Kladno |
| 1. asociační liga 1930/31                    | 9      | 1    | SK Kladno |
| 1. asociační liga 1931/32                    | -      | 0    | SK Kladno |
| 1. asociační liga 1932/33                    | 2      | 1    | SK Kladno |
| 1. asociační liga 1933/34                    | -      | 0    | SK Kladno |
| Státní liga 1934/35                          | -      | 0    | SK Kladno |
| CELKEM                                       | 140    | 18   |           |